# 巴尔茹维尔
巴尔茹维尔（法語：Barjouville，法語發音：[baʁʒuvil]）是法国厄尔-卢瓦省的一个市镇，位于该省中东部，省会沙特尔市区以南，属于沙特尔区和沙特尔城市圈公共社区。

## 地理
巴尔茹维尔（48°24'31"N, 1°28'38"E）面积4.1 平方千米，位于法国中央-卢瓦尔河谷大区厄尔-卢瓦省，该省份为法国北部内陆省份，北起顺时针与厄尔省、伊夫林省、埃松省、卢瓦雷省、卢瓦-谢尔省、萨尔特省和奧恩省接壤。
与巴尔茹维尔接壤的市镇（或旧市镇、城区）包括：蒂瓦尔、韦尔莱沙特尔、吕桑、莫朗塞。
巴尔茹维尔的时区为UTC+01:00、UTC+02:00（夏令时）。

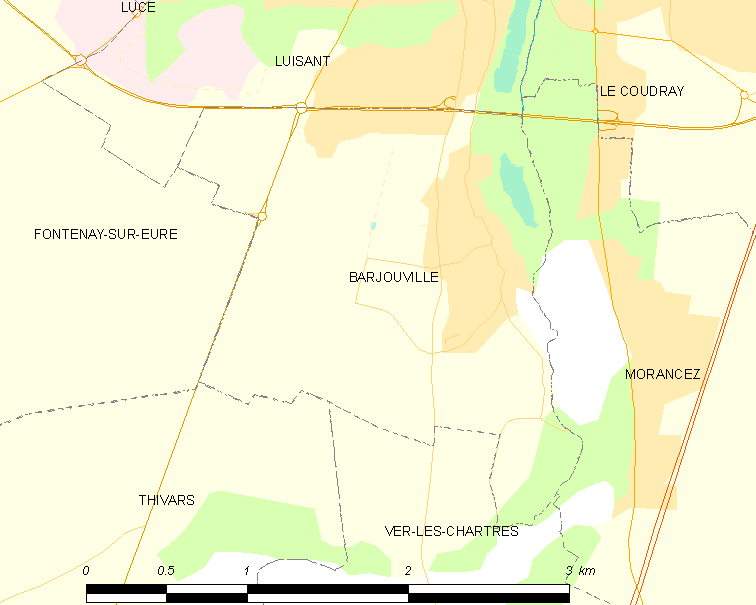
巴尔茹维尔的OSM定位图

## 行政
巴尔茹维尔的邮政编码为28630，INSEE市镇编码为28024。

## 政治
巴尔茹维尔所属的省级选区为吕塞县。

## 人口

1962-2008年间巴尔茹维尔人口变化图示

巴尔茹维尔于2022年1月1日时的人口数量为1755人。

## 交通
厄尔-卢瓦省省道D127线和D339线等经过巴尔茹维尔的镇中心，另有法国国道N123线从北侧过境。